# Информационное загрязнение
Информационное загрязнение (англ. information pollution) — загрязнение информационных ресурсов неполной, противоречивой, малоценной или не относящейся к делу информацией. Информационное загрязнение считается одним из негативных последствий информационной революции.

## Общая информация
Проблема информационного загрязнения затрагивалась еще в 1971 году. Исследователи выражали обеспокоенность тем, что им приходится восстанавливать „ценные узелки“ информации  „из кучи мусора, в котором они беспорядочно рассредоточены как незначительный компонент“. Термин приобрел особую актуальность в 2003 году, когда Якоб Нильсен, ведущий эксперт по веб-юзабилити  , опубликовал несколько статей на эту тему.
Хотя распространение бесполезных и нежелательных сведений может оказать отрицательное влияние на деятельность любого человека, наибольший вред оно наносит тем, чья профессиональная деятельность связана с постоянным принятием решений, эффективность которых зависит от качества получаемой ими информации. Исследования показали, что владение слишком большим объемом информации может привести к так называемому „параличу анализа“, состоянию, при котором человек не в силах принять решение.
Несмотря на то, что повсеместное проникновение технологии явно усугубило проблему, не только оно может стать причиной информационного загрязнения. Все, что отвлекает наше внимание от существенных фактов, необходимых нам для выполнения задачи или принятия решения, может рассматриваться как проявление информационного загрязнения.
Можно провести параллель между тем, как промышленная революция 18-го—19-го веков привела к загрязнению окружающей среды и тем, как информационная революция последней четверти 20-го века привела к информационному загрязнению. Социальные последствия информационного загрязнения вполне сравнимы с негативными последствиями химических, физических и других загрязнений среды обитания человека. Информационные воздействия оказывают существенное влияние на различные сферы жизни человека, его физическое и психическое здоровье, личностные свойства. 
Некоторые исследователи считают, что необходимо развивать информационную экологию для создания метода борьбы с загрязнением информации по аналогии с охраной окружающей среды.

## Проявления информационного загрязнения
Условно проявления информационного загрязнения можно разделить на две группы: те, которые заставляют прервать основную деятельность, и те, которые влияют на качество информации. К первой группе относятся любой вид нежелательной рекламы, нежелательные почтовые рассылки (спам), личные сообщения, приходящие в рабочее время, использование мобильных телефонов в неподходящих для этого обстоятельствах. Исследования юзабилити контента показывают, что сокращение информации на сайте вдвое поможет пользователям получить в два раза больше данных. Многие инструкции по эксплуатации содержат нелепые предупреждения, предостерегающие от очевидных глупостей, тогда как действительно важная информация оказывается похороненной в тонне мусора. К факторам же, снижающим качество информации, относятся распространение устаревших, неточных сведений, ложной и вредоносной информации, а также  некачественное предоставление данных. Нечеткое выражение мысли, размещение важной информации в многословных или плохо составленных документах затрудняют восприятие текста читателем.

## Способы борьбы с информационным загрязнением
Для того, чтобы справиться с информационным загрязнением, необходимо повышать информационную культуру общества, соблюдать правила информационной гигиены. 
Для правильной работы с информацией Форест Хортон предлагает: 1) составить план информационных требований; 2) управлять и контролировать сбор, хранение и изъятие информации; 3) оценивать пользование информацией.
Якоб Нильсен предлагает офисным работникам лучше расставлять приоритеты, отбрасывать ненужную информацию, тщательно ее анализировать, а также делать меньше перерывов на проверку электронных сообщений.

## Примеры негативного влияния информационного загрязнения
Теннисистка Мария Шарапова в своем открытом письме к фанатам в социальной сети Facebook заявила, что сообщение о том, что принимаемый ею препарат внесли в список запрещенных, была скрыта в "тонне информации о путешествиях, ближайших турнирах, рейтингах, статистике, объявлениях и поздравлениях с днем рождения". Для того, чтобы узнать об изменениях в антидопинговой программе, необходимо было перейти по десяткам ссылок из электронного письма, тема которого не имело ничего общего с допингом, найти правильный материал, пролистать его до второй страницы и обнаружить там искомый препарат под другим названием.

## Критика
Некоторые исследователи считают, что обсуждение информационного загрязнения чаще всего приводит к еще большему информационному загрязнению. Более того, попытка регулировать потоки информации может нарушать свободу слова.